# 당인리역
당인리역(唐人里驛)은 서울특별시 마포구 당인동에 있던 당인리선의 종착역이다. 1929년에 개업하여 1980년에 폐업하였다.
역 자체가 서울화력발전소 내부에 있었다는 설과, 역은 발전소 밖에 있었으나 현재 그 부지에 연립주택이 들어섰다는 설이 있다. 폐선 전 시점의 서울시 항공사진에 의하면 실제의 위치는 역사가 현 상수어린이집 위치에 있었으며, 승강장은 현재 빌라가 들어서 있는 곳에 있었고 역 구조는 1면 3선으로서 선로가 역 내부로 들어간 다음 서측, 남측, 동측으로 3개의 화물용 선로가 갈라져 있었다. 역 남단으로 인상선의 철로나 기타 세부적 시설이 발전소 안에 남아 있었다고 하는데, 서울화력발전소 지하화 공사가 2013년에 착공되었는데 당인리선 폐선 전후 시기의 항공사진 판독 결과에 의하면 당인리선 선로 등은 폐선 전후하여 철거된 것으로 판단된다. 서울시 79년-3차 20코스 015 항공사진과 80년-3차 20코스 016 항공사진을 비교하면 당인리역 부근 선로는 1979-80년 사이에 철거되었으며 82년-2차 43코스 027 항공사진에서는 당인리역이 철거되고 발전소 내부 당인리선 시설도 철거되어 있음이 확인되었다. 즉 발전소의 지하화 공사 전까지 당인리역 관련 선로나 역사 일부가 당인리발전소 구내에 남아 있었다는 설은 사실과 다르다. 옛 승강장으로 보이는 약간의 구조물이 내부에 남아 있고, 당인리역의 승강장 유적이 해당 자리에 세워진 빌라 옆에 남아 있다.

## 역사
- 1929년 9월 20일 : 용산선 세교리~당인리 간 개통과 함께 영업 개시[1]
- 1940년 : 역사 증축[2]
- 1967년 7월 1일 : 화물 취급 중지[3]
- 1968년 9월 11일 : 화물 취급 재개[4]
- 1975년 8월 15일 : 여객영업 중단
- 1980년 3월 1일 : 당인리선 폐지와 함께 폐지[5]